# Flade (parochie, Frederikshavn)
Flade is een parochie van de Deense Volkskerk in de Deense gemeente Frederikshavn. De parochie maakt deel uit van het bisdom Aalborg en telt 976 kerkleden op een bevolking van 1065 (2004). Historisch was de parochie deel van de herred Horns. In 1970 werd de parochie opgenomen in de gemeente Frederikshavn.
Abildgård · Albæk · Åsted · Bangsbostrand · Elling · Flade · Frederikshavn · Gærum · Hørby · Hulsig · Jerup · Karup · Kvissel · Lyngsaa · Østervrå · Råbjerg · Sæby · Skærum · Skæve · Skagen · Torslev · Understed · Volstrup